# Oxomoco
Oxomoco – w mitologii azteckiej bóg – stwórca kalendarza i astronomii.
Oxomoco był mężem bogini Cipactonal (Blask Cipactli), razem są bohaterami mitu o stworzeniu podstawowego pożywienia w Mezoameryce – kukurydzy.